# Корбара (Франция)
Корбара (фр. Corbara, корс. Corbara) — коммуна во Франции, находится в регионе Корсика. Департамент коммуны — Верхняя Корсика. Входит в состав кантона Л’Иль-Рус. Округ коммуны — Кальви.
Код INSEE коммуны — 2B093.

## Население
Население коммуны на 2008 год составляло 923 человека.
| 1962 | 1968 | 1975 | 1982 | 1990 | 1999 | 2008 |
| ---- | ---- | ---- | ---- | ---- | ---- | ---- |
| 314  | 355  | 366  | 510  | 583  | 706  | 923  |

## Экономика
В 2007 году среди 549 человек в трудоспособном возрасте (15—64 лет) 353 были экономически активными, 196 — неактивными (показатель активности — 64,3 %, в 1999 году было 62,7 %). Из 353 активных работали 321 человек (186 мужчин и 135 женщин), безработных было 32 (18 мужчин и 14 женщин). Среди 196 неактивных 35 человек были учениками или студентами, 62 — пенсионерами, 99 были неактивными по другим причинам.

## Фотогалерея

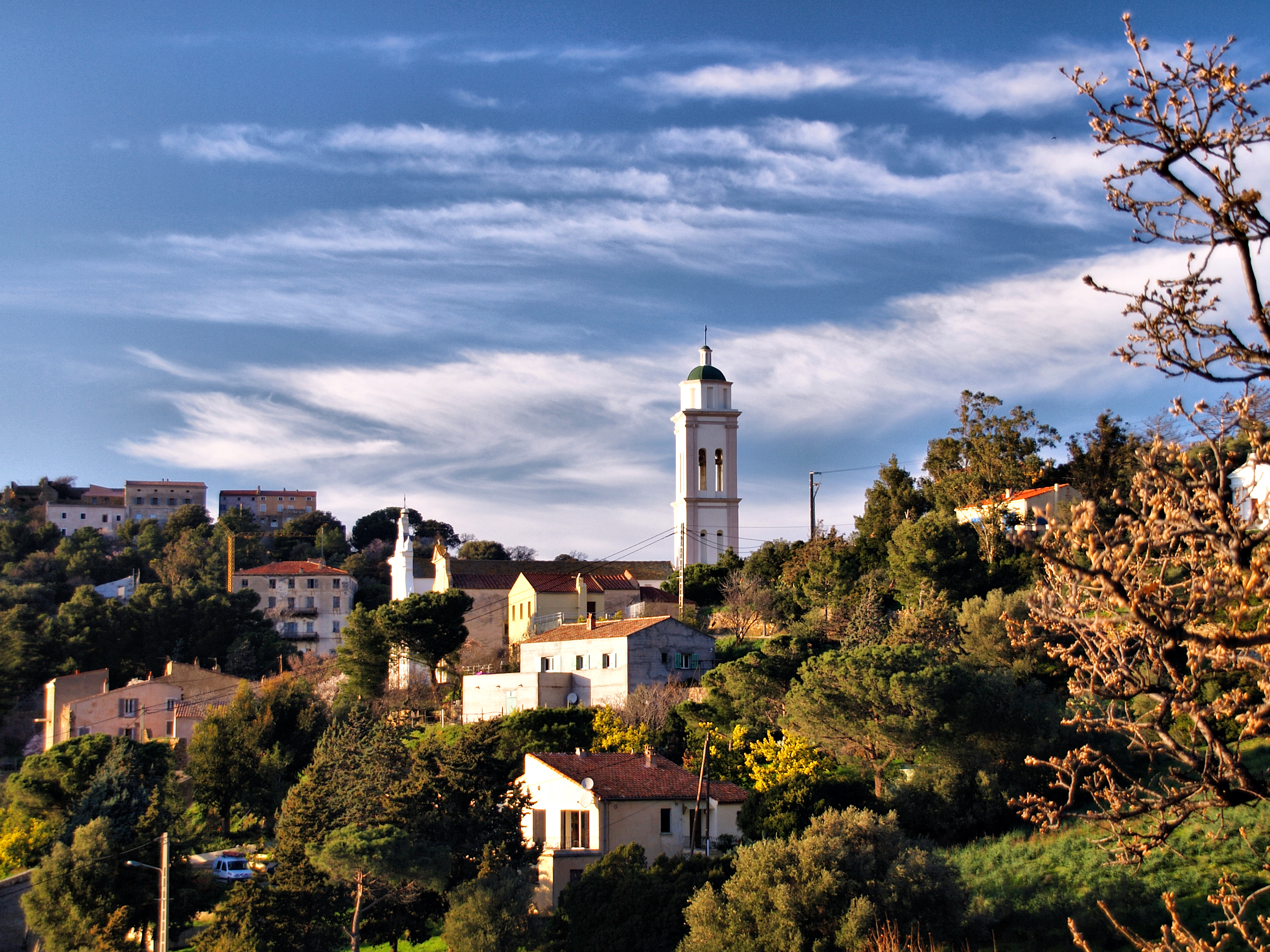
Корбара
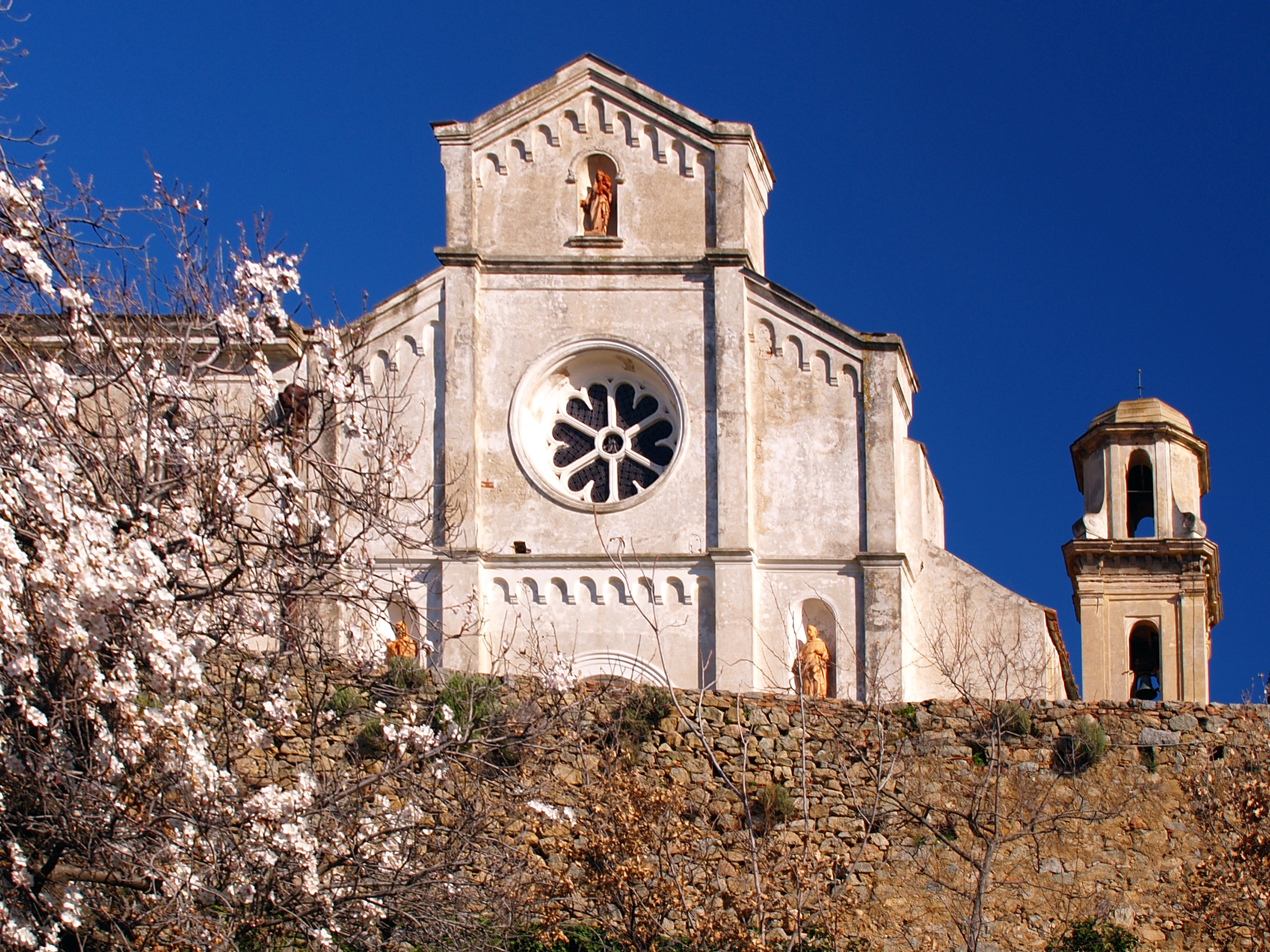
Фронтон монастыря св. Доминика
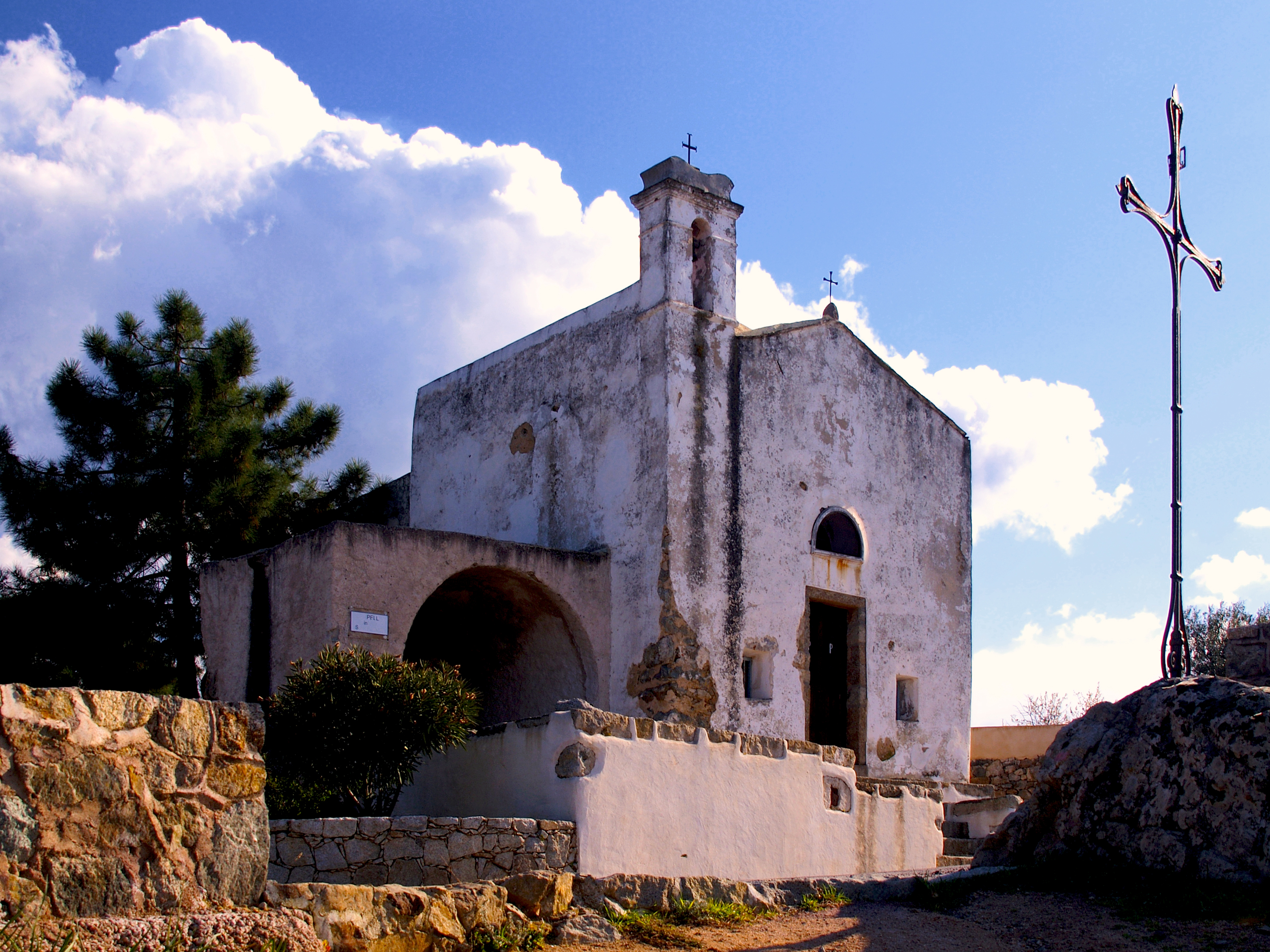
Часовня свв. Петра и Павла